# Скотт Реддінг
Скотт Крістофер Реддінг (англ. Scott Christopher Redding; 4 січня 1993, Глостер, Велика Британія) — британський мотогонщик, віце-чемпіон світу з шосейно-кільцевих мотогонок серії MotoGP в класі Moto2 (2013). У сезоні 2016 виступає у класі MotoGP за команду «Octo Pramac Yakhnich» під номером 45. Вигравши своє перше Гран-Прі у віці 15 років та 170 днів став наймолодшим гонщиком в історії MotoGP, який виграв гонку, перевершивши 10-річний рекорд Марко Меландрі.

## Кар'єра

### Клас Moto2
В 2010 році Реддінг підписав контракт з новоствореною командою «Marc VDS Racing Team» для виступів у класі Moto2, ставши занадто великим для того, щоб продовжувати виступи у класі 125сс 29 серпня 2010 року на Гран-Прі Індіанаполісу у віці 17 років 237 днів Скотт піднявся на подіум, ставши наймолодшим гонщиком в історії класу Moto2/250сс, побивши рекорд Марко Меландрі.
На наступному етапі у Сан Марино Реддінг потрапив в аварію, яка призвела до загибелі японського гонщика Шої Томізави. Після того, як Томізава впав з мотоцикла на дванадцятому колі гонки, він потрапив під колеса мотоциклів Реддінга і Алекса де Анджеліса, які не змогли уникнути зіткнення. Реддінг зазнав рваної рани на спині, але важких травм уникнув.
У сезоні 2010 року Скотт Редінг з двома подіумами посів 8 місце в загальному заліку.
У сезоні 2011 року результати британця погіршились. Жодного разу не піднявшись на подіум, він зайняв лише 15 місце в підсумку. Це спонукало команду кардинально оновити мотоцикл. Для цього було прийнято рішення змінити постачальника шасі: замість Suter було обрано Kalex.
Це принесло результати вже в наступному сезоні. В 2012 році Скотт Редінг на Гран-Прі Великої Британії піднявся на 2-ге місце. Окрім цього, в сезоні було ще 3 третіх місця, що дозволило в підсумку зайняти 5-е місце в загальному заліку.
В сезоні 2013 року Редінг продовжив виступати за «Marc VDS Racing Team» на мотоциклі Kalex Moto2. На першому ж етапі у Катарі Скотт піднявся на 2-е місце; на другому, у Америці, став 5-им, хоча й стартував з поула; на третьому, в Іспанії, знову був другим; а на четвертому Гран-Прі сезону у Франції став переможцем, вперше у своїй кар'єрі у Moto2. Це дозволило Редінгу очолити загальний залік чемпіонату пілотів, востаннє це вдавалося британським гонщикам аж у 1976 році. На наступному Гран-Прі, у Італії, Скотт знову здобув перемогу, закріпивши свою позицію у чемпіонаті. Його лідерство тривало до п'ятнадцятого етапу, який відбувався у Австралії. Там під час кваліфікації Скотт зазнав травми зап'ястя, внаслідок чого змушений був пропустити саму гонку; натомість його конкурент Пол Еспаргаро здобув перемогу і вийшов на перше місце. А вже на наступному етапі у Японії британець остаточно попрощався із шансами на перемогу у загальному заліку: на першому колі гонки Тіто Рабат впав перед Реддінгом, заваливши і його разом з собою. І, хоча було оголошено про рестарт гонки, Скотт при падінні зазнав ушкоджень і не зміг продовжити змагання. Еспаргаро став чемпіоном достроково, а Реддінг зайняв у загальному заліку друге місце. Після завершення сезону Скотт перейшов у найпрестижніший клас — MotoGP, підписавши контракт із командою Фаусто Грезіні «GO&FUN Honda Gresini».

### MotoGP

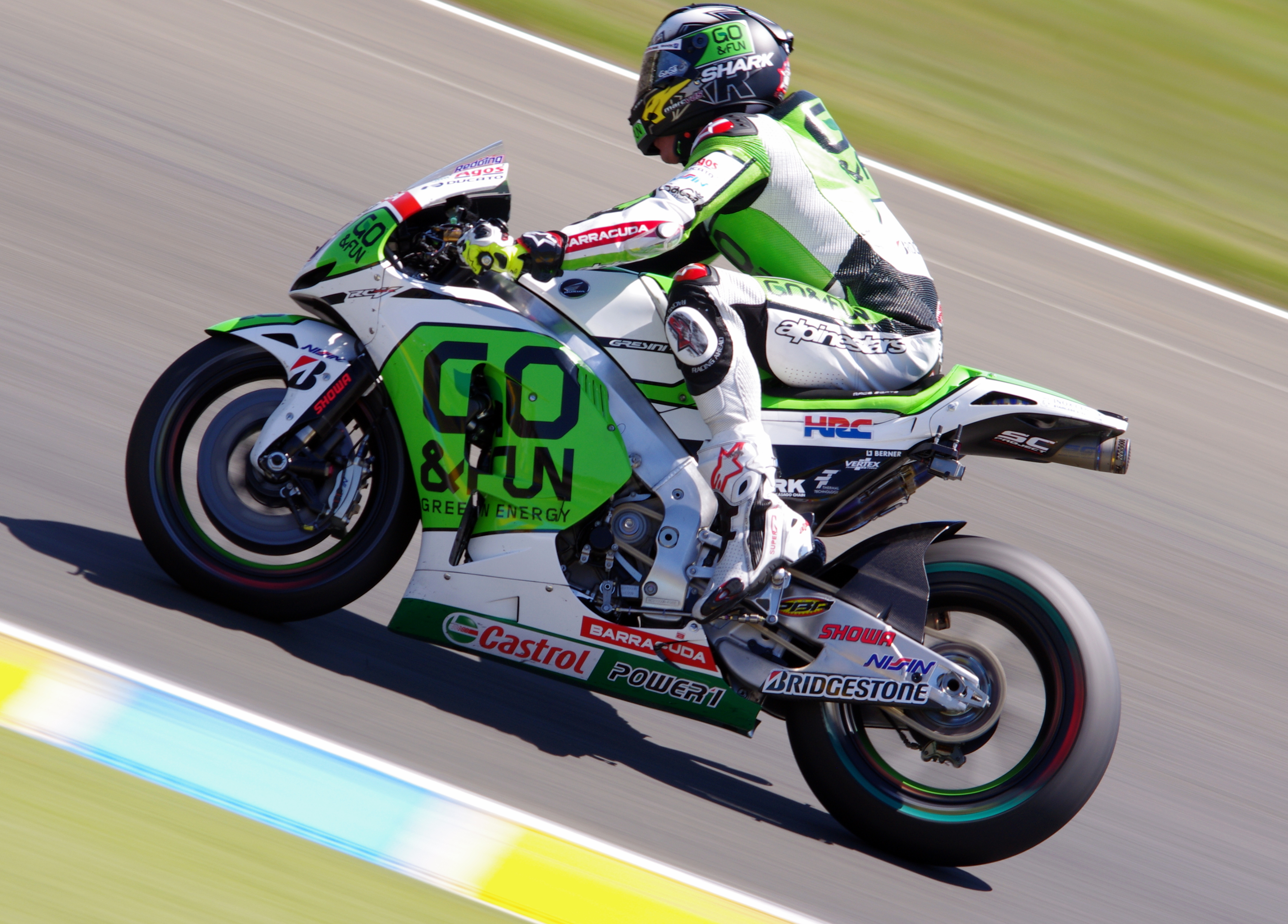
Скотт на Гран-Прі Франції-2014

Маючи у своєму розпорядженні мотоцикл Honda RCV1000R, Скотт не міг на рівні конкурувати з гонщиками заводських команд. До того ж, далася в знаки відсутність досвіду виступів у „королівському“ класі. На дебютному етапі у Катарі Реддінг зайняв 7-е місце, наступні його результати були гіршими. Загалом за сезон він набрав 81 очко та зайняв 12-те місце. Втім, цей результат виявився кращим за 13-е місце іншого британця, що виступав у класі, Кела Кратчлоу з заводської команди «Ducati Corse». Зважаючи на молодий вік (21 рік), Скотт привернув увагу керівників багатьох команд, які прагнули підписати з ним контракт, таких як «Pramac», «Aspar» та Forward.
Наприкінці сезону стало відомо, що колишня команда британця «Marc VDS Racing Team» у наступному сезоні дебютує у класі MotoGP. Заручившись підтримкою Honda Racing Corporation, менеджер команди, а заразом і агент Скотта, Майкл Бартоломью, підписав з ним контракт на два сезони.
У сезоні 2015 Реддінг отримав у своє розпорядження мотоцикл Honda RC213V заводської комплектації, як і у чинного чемпіона серії Марка Маркеса. Це не надто допомогло Скотту — він знову не показав високих результатів, лише одного разу порадувавши своїх вболівальників третім місцем на Гран-Прі Сан Марино. За підсумками сезону британець зумів набрати 84 очка, що дозволило розміститись лише на 13-у місці загального заліку. Після закінчення сезону він знову змінив команду, перебравшись до «Octo Pramac Yakhnich».

### Статистика виступів у MotoGP

#### У розрізі сезонів
| Сезон | Клас   | Команда                | Мотоцикл                | Гонки | Пер | Под | ПП | НК | Очки | Місце |
| ----- | ------ | ---------------------- | ----------------------- | ----- | --- | --- | -- | -- | ---- | ----- |
| 2008  | 125cc  | Blusens Aprilia Junior | Aprilia RS125           | 17    | 1   | 1   | 0  | 2  | 105  | 11    |
| 2009  | 125cc  | Blusens Aprilia        | Aprilia RSA125          | 16    | 0   | 1   | 0  | 0  | 50,5 | 15    |
| 2010  | Moto2  | Marc VDS Racing Team   | Suter MMX               | 17    | 0   | 2   | 0  | 1  | 102  | 8     |
| 2011  | Moto2  | Marc VDS Racing Team   | Suter MMXI              | 17    | 0   | 0   | 0  | 0  | 63   | 15    |
| 2012  | Moto2  | Marc VDS Racing Team   | Kalex Moto2             | 17    | 0   | 4   | 0  | 0  | 161  | 5     |
| 2013  | Moto2  | Marc VDS Racing Team   | Kalex Moto2             | 16    | 3   | 7   | 3  | 1  | 225  | 2     |
| 2014  | MotoGP | GO&FUN Honda Gresini   | Honda RCV1000R          | 18    | 0   | 0   | 0  | 0  | 81   | 12    |
| 2015  | MotoGP | EG 0,0 Marc VDS        | Honda RC213V            | 18    | 0   | 1   | 0  | 0  | 84   | 13    |
| 2016  | MotoGP | Octo Pramac Yakhnich   | Ducati Desmosedici GP15 |       |     |     |    |    |      |       |

## Зовнішні посилання
- Профіль [Архівовано 1 травня 2013 у Wayback Machine.] на офіційному вебсайті MotoGP (англ.)